# Marsicovetere
Marsicovetere é uma comuna italiana da região da Basilicata, província de Potenza, com cerca de 4.721 habitantes. Estende-se por uma área de 37,82 km², tendo uma densidade populacional de 128 hab/km². Faz fronteira com Calvello, Grumento Nova, Marsico Nuovo, Paterno, Tramutola, Viggiano.

## Demografia
| Variação demográfica do município entre 1861 e 2011                               |
|                                                                                   |
| Fonte: Istituto Nazionale di Statistica (ISTAT) - Elaboração gráfica da Wikipedia |